# Feuerwehr Plauen
Die Feuerwehr Plauen mit Sitz in der Poeppigstraße 8 in Plauen ist verantwortlich für den Brandschutz, die Technische Hilfeleistung und die Brandbekämpfung in der Stadt Plauen und dem Vogtlandkreis. Sie gehört zur Verwaltung Feuerwehr der Stadt Plauen und besteht aus einer Berufsfeuerwehr (BF) sowie 9 Freiwilligen Feuerwehren (FF). Den FF sind die Jugendfeuerwehren sowie Kinderfeuerwehren angegliedert.

## Geschichte

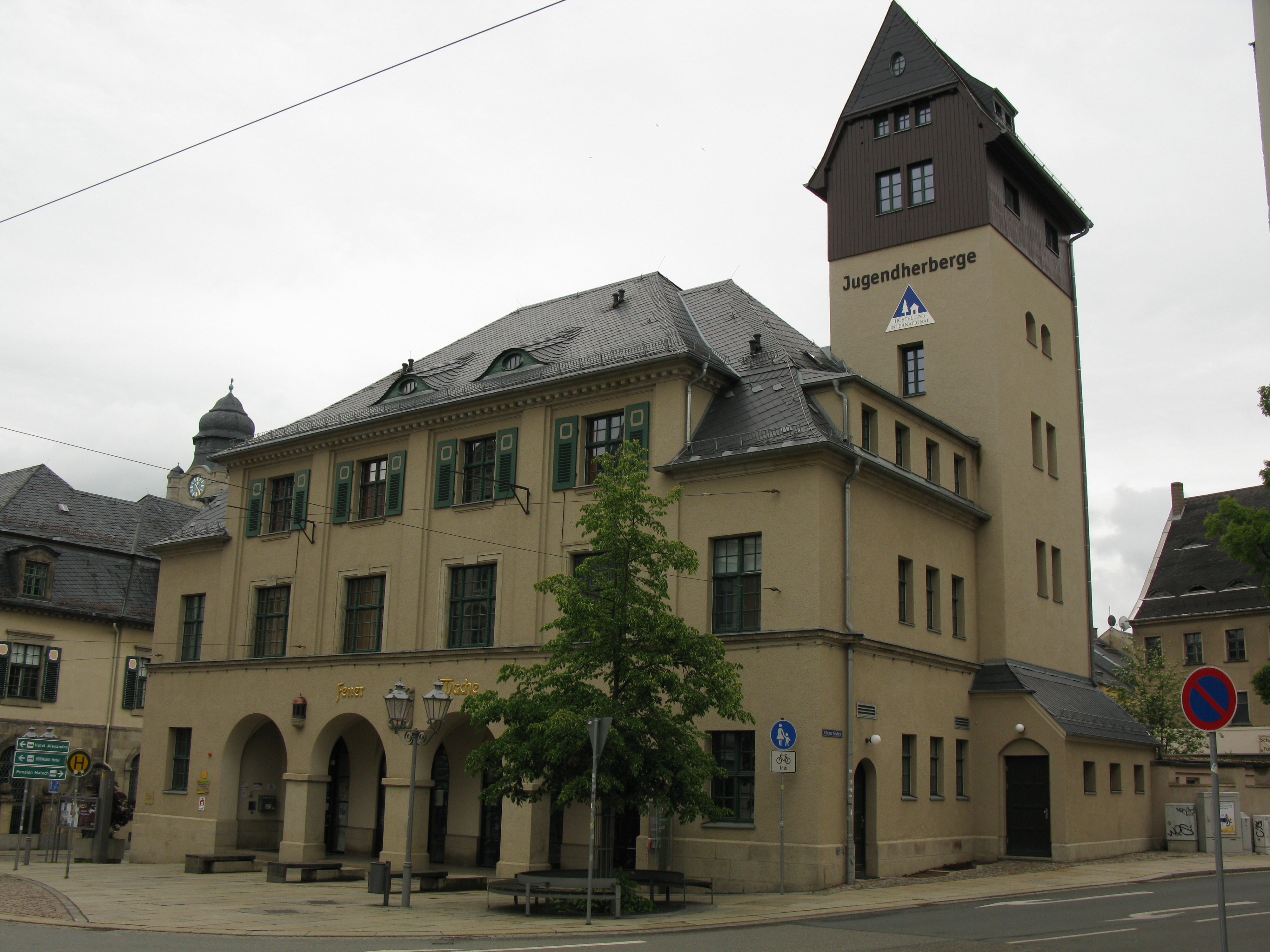
Alte Feuerwache in der Neundorfer Straße (mittlerweile Jugendherberge)

Die erste Freiwillige Feuerwehr in Plauen wurde im Jahr 1872 in der Altstadt gegründet. Die Berufsfeuerwehr Plauen wurde 1907 gegründet und bezog 1915 eine neue Feuerwache, das Brandschutzamt in der Neundorfer Straße. Diese Feuerwache wurde von Wilhelm Goette entworfen, war bis 1999 in Betrieb und wird heutzutage unter dem Namen Alte Feuerwache als Jugendherberge genutzt.
Im Oktober 1989 gerieten die Feuerwehren der Stadt Plauen in die Schlagzeilen, als die Feuerwehr Plauen angewiesen wurden, den Schriftzug Feuerwehr auf den Löschfahrzeugen unkenntlich zu machen und mit dem Monitor des TLF 16, eingesetzt als Wasserwerfer, am 7. Oktober 1989 gegen Demonstranten in Plauen vorzugehen. Dafür wurden unter anderem zwei TLF 16, von denen eins zum Wasserwerfer umgebaut wurde, am 7. Oktober durch die BF gegen Demonstranten eingesetzt. Die Demonstranten wehrten sich gegen diesen Einsatz und zerstörten mit Flaschen, Pflastersteinen und zerschlagenen Betonpapierkörben die Scheiben der Fahrzeuge. Eins der Fahrzeuge ist heutzutage in der Alten Feuerwache zu besichtigen. Die FF Plauen und die FF Neundorf verurteilten am 10. Oktober 1989 den Einsatz mit einer Erklärung an das Kreisamt der Volkspolizei (VPKA) Plauen und die Abteilung Inneres und distanzierten sich von diesem Vorgehen. Beide FF machten deutlich, dass sie für die Brandbekämpfung weiterhin zur Verfügung stehen, aber keine Maßnahmen des vorbeugenden Brandschutzes mehr wahrnehmen werden, solange das Vertrauensverhältnis zu den Bürgern nicht wiederhergestellt ist. 12 Angehörige der FF Neundorf drohten darüber hinaus an, aus der FF auszutreten. Am selben Tag begaben sich Mitglieder der FF mit einem Transparent auf die Straße: Feuerwehr für das Volk: Ja! Wasserwerfer gegen das Volk: Nie wieder!
Die Ausbildung der Feuerwehrangehörigen wird ab dem Jahr 2023 im Feuerwehrtechnischen Zentrum des Kompetenzzentrums für den Brand- und Katastrophenschutz des Vogtlandkreises (KBK) im Treuener Ortsteil Eich stattfinden. Diesem ist ebenfalls das Katastrophenschutzlager des Vogtlandkreises angegliedert.

## Berufsfeuerwehr
Die Berufsfeuerwehr besteht aus 63 aktiven Feuerwehreinsatzkräften, von denen im Jahr 2019 die ersten 9 in ein Beamtenverhältnis  im feuerwehrtechnischen Dienst berufen wurden.
Ebenfalls ist sie als Teil des Rettungszweckverband Südwestsachsen, dessen Sitz sich in der Feuerwache der BF befindet, zuständig für die bodengebundene Notfallrettung. Die Alarmierung erfolgt durch Funkmeldeempfänger über die Integrierte Regionalleitstelle (IRLS) Zwickau.

## Freiwillige Feuerwehr
| Wehr               | gegründet        | Fuhrpark                                            | Mitglieder |
| ------------------ | ---------------- | --------------------------------------------------- | ---------- |
| Plauen Stadtmitte  | 1872             | ELW 1, TLF 3000, HLF 20, Dekon-P, WLF, AB-EL, GW-RD | 55         |
| Großfriesen        | 1887             | HLF 10, ELW 1                                       | 34         |
| Jößnitz            | 25. Februar 1914 | LF 16/12, RW 2                                      | 24         |
| Kauschwitz         | 1903             | LF 8, LF 16/12 KatS                                 | 26         |
| Neundorf-Straßberg |                  | HLF 20, TSF-W                                       | 30         |
| Stöckigt           | 1904             | LF 16/12                                            |            |
| Thiergarten        |                  | LF 16/12                                            |            |
| Zwoschwitz         | 1903             | Mannschaftstransportfahrzeug (MTF)                  |            |